# Camponophilus irmi
Camponophilus irmi är en insektsart som beskrevs av Sigfrid Ingrisch 1995. Camponophilus irmi ingår i släktet Camponophilus och familjen Myrmecophilidae. Inga underarter finns listade i Catalogue of Life.